# 西大方站
西大方站（日语：／ Nishi-ōgata eki */?）是一位於日本高知縣幡多郡黑潮町、隸屬於土佐黑潮鐵道（日语：土佐くろしお鉄道）的鐵路車站。車站編號為TK38。車站與國道56號並行。
同縣內的四國旅客鐵道予土線，亦有一個名稱相近「西方站」（日语：西ヶ方駅），但兩者相隔一段距離。

## 車站結構
本站位於路面，屬為簡易車站模式，不設有站房。入口設於國道上的行人路，進站後只須步上幾級梯級便可以進入月台範圍。出入口旁另外放置了一座有蓋單車停泊處。

### 月台配置
本站只設有側式月台1個，長度約為70米，有效長度為3卡列車。月台中央設有蓋候車亭，內設有木製候車長櫈一張。除此以外便沒有其他的配置。
列車進站時，往中川方向為右側上落；往窪川方向為左側上落。
| 路線     | 方向 | 目的地         |
| -------- | ---- | -------------- |
| ■ 中村線 | 下行 | 中村、宿毛方向 |
| ■ 中村線 | 上行 | 窪川方向       |

## 歷史
- 1970年10月1日：隨日本國有鐵道中村線通車開業。
- 1987年4月1日：日本國鐵分割民營化，車站的營運由JR四國繼承。
- 1988年4月1日：隨中村線轉交由土佐黑潮鐵道管理及營運。

## 使用狀況
車站位於河道南端，四周全為農地及山邊，最近車站的房屋只為汽車維修中心，以及用作為貨倉的舊民居。所屬的大字，民居主要集中在河道的北端，規模亦不算很大，所以平均使用量甚低。根據國土交通省「國土數值情報」，以下為1日平均上下車人次：
| 年度 | 1日平均 乘降人次 | 1日平均 乘降人次 |
| ---- | ---------------- | ---------------- |
| 2011 | 9                |                  |
| 2012 | 7                |                  |
| 2013 | 10               |                  |
| 2014 | 10               |                  |
| 2015 | 9                |                  |
| 2016 | 12               |                  |
| 2017 | 12               |                  |
| 2018 | 11               |                  |
| 2019 | 7                |                  |
| 2020 | 5                |                  |
| 2021 | 5                |                  |
| 2022 | 5                |                  |

## 相鄰車站
土佐黑潮鐵道
■中村線
■特急「足摺」，「四萬十」1、4號
通過
■普通
土佐入野（TK37）－西大方（TK38）－古津賀（TK39）

## 外部連結
- 土佐黑潮鐵道西大方站官方網站